# Dieudonné Basil
Dieudonné Basil noto anche come Basile Dieudonnie (16 maggio 1986) è un lottatore ciadiano, specializzato nella lotta greco-romana e libera, vincitore di quattro medaglie di bronzo continentali, due ai Giochi panafricani e due ai campionati africani.

## Palmarès
| Anno | Manifestazione      | Sede                 | Evento    | Risultato | Note |
| ---- | ------------------- | -------------------- | --------- | --------- | ---- |
| 2013 | Campionati africani | N'Djamena            | GR 96 kg  | Bronzo    |      |
| 2014 | Campionati africani | Tunisi               | LL 125 kg | 5º        |      |
| 2014 | Campionati africani | Tunisi               | GR 130 kg | Bronzo    |      |
| 2015 | Campionati africani | Alessandria d'Egitto | LL 97 kg  | 9º        |      |
| 2015 | Campionati africani | Alessandria d'Egitto | GR 98 kg  | 5º        |      |
| 2015 | Giochi panafricani  | Brazzaville          | LL 97 kg  | Bronzo    |      |
| 2015 | Giochi panafricani  | Brazzaville          | GR 98 kg  | Bronzo    |      |
| 2016 | Campionati africani | Alessandria d'Egitto | LL 97 kg  | 5º        |      |